# Panpulmonata
Panpulmonata — таксономічна клада равликів і слимаків у кладі Heterobranchia в кладі Euthyneura. Panpulmonata була створена як новий таксон Jörger та ін. у жовтні 2010 року.
Старіша назва «Pulmonata» стосувалася групи черевоногих молюсків евтинейру, яких вважали «дихаючими повітрям». На відміну від цього, "Opistobranchia" об'єднує різні, переважно морські еутиневранові лінії, часто з редукованим панциром. Філогенетичний аналіз показав, що жодна з цих двох груп не була монофілетичною. Колишній "Pulmonata" також повинен включати кілька груп, які не мають заповнених повітрям легенів (Acochlidiacea, Sacoglossa і Pyramidelloidea). Назва «Pulmonata» також є неточною у застосуванні до деяких більш традиційних легеневих таксонів, таких як Siphonarioidea або Hygrophila, більшість представників яких також не мають постійно заповнених повітрям легенів. Щоб підкреслити повну зміну таксономічних концепцій, що випливає з молекулярно-філогенетичного аналізу, але зберегти певну спадкоємність у іменуванні, Jörger et al. (2010) перейменував розширену "Pulmonata" на Panpulmonata
Клада складається з таких таксонів:
- Sacoglossa(інші мови)
  - Надродина Oxynooidea Stoliczka, 1868
    - Oxynoidae(інші мови) Stoliczka, 1868
    - Cylindrobullidae(інші мови) Thiele, 1931
    - Juliidae(інші мови) E. A. Smith, 1885
    - Volvatellidae(інші мови) Pilsbry, 1895

  - Надродина Plakobranchoidea Gray, 1840
    - Plakobranchidae(інші мови) Gray, 1840
    - Jenseneriidae(інші мови) Ortea & Moro, 2015
    - Limapontiidae(інші мови) Gray, 1847
    - Hermaeidae(інші мови) H. Adams & A. Adams, 1854
    - Costasiellidae K. B. Clark, 1984

  - Надродина Platyhedyloidea Salvini-Plawen, 1973
    - Platyhedylidae(інші мови) Salvini-Plawen, 1973
- Amphiboloidea(інші мови)
  - Amphibolidae(інші мови) Gray, 1840
  - Maningrididae(інші мови) Golding, Ponder & Byrne, 2007
- Acochlidiacea(інші мови)
  - Acochlidiidae(інші мови) Küthe, 1935
  - Aitengidae(інші мови) Swennen & Buatip, 2009
  - Bathyhedylidae(інші мови) Neusser, Jörger, Lodde-Bensch, Strong & Schrödl, 2016
  - Hedylopsidae(інші мови) Odhner, 1952
  - Pseudunelidae(інші мови) Rankin, 1979
  - Tantulidae(інші мови) Rankin, 1979
- Parhedyloidea Thiele, 1931
  - Parhedylidae(інші мови) Thiele, 1931
  - Asperspinidae(інші мови) Rankin, 1979
- Pyramidelloidea(інші мови)
  - Pyramidellidae(інші мови) Gray, 1840
  - Amathinidae(інші мови) Ponder, 1987
- Glacidorboidea(інші мови)
  - Glacidorbidae(інші мови) Ponder, 1986
- Siphonarioidea(інші мови)
  - Siphonariidae(інші мови) Gray, 1827
- Hygrophila
  - Надродина Chilinoidea Dall, 1870
    - Chilinidae(інші мови) Dall, 1870
    - Latiidae(інші мови) Hutton, 1882

  - Надродина Lymnaeoidea Rafinesque, 1815
    - Lymnaeidae Rafinesque, 1815
    - Acroloxidae(інші мови) Thiele, 1931
    - Bulinidae(інші мови) P. Fischer & Crosse, 1880
    - Burnupiidae(інші мови) Albrecht, 2017
    - Physidae Fitzinger, 1833
    - Planorbidae(інші мови) Rafinesque, 1815
- Eupulmonata: Stylommatophora, Systellommatophora(інші мови), Ellobiida(інші мови)